# Берны, Мария
Мария Берны, урождённая Вачковская (пол. Maria Berny, род. 7 августа 1932 года, Тростянка,Волынское воеводство — ум. 23 декабря 2021 года) — польская деятель культуры, учитель и политик, сенатор III и V каденций.

## Биография

### Образование, профессиональная и общественная деятельность
Дочь Францишека Вачковского, родилась на Волыни. Училась в педагогическом лицее в Кшешовицах, в 1970 году окончила Педагогическое отделение Философско-Исторического факультета Вроцлавского университета.
Сначала работала учительницей, затем организатором культуры. Руководила Клубом международной прессы и книги во Вроцлаве (1967—1974). Была инициатором создания при клубе «Галереи под Мона Лизой» (1967), соорганизаторами которой выступили Ян Хвальчик и Ежи Людвиньский, и которая представляла наиновейшие направления искусства, ремёсел и их создателей. В рамках галереи проходили вернисажы и встречи с авторами. Галерея стала одной из отправных точек развития концептуального искусства в Польше. В рамках галереи важную роль играли дискуссии. Как руководитель «Галереи под Мона Лизой», Мария вошла в число членов организационного комитета «Sympozjum Plastyczne Wrocław ’70», организованного по инициативе Союза польских скульпторов и лиц связанных с галереей. По её инициативе была включена в симпозиум световая композиция Девять лучей света на небе Генрика Стажевского.
В дальнейшем Мария Берны занималась культурой на клодзких курортах (в том числе организовала фестивали Фридерика Шопена в Душники-Здруй и Станислава Монюшки в Кудова-Здруй). В 1975—1982 годах была директором Бюро художественных выставок во Вроцлаве, в этот период организовала большое количество национальных и международных выставок.
С 1945 года была членом Организации молодёжи Рабочего университета. Была членом Союза польской молодёжи и Союза польских харцеров, занимала должность вице-президента Нижнесилезского совета друзей харцерства.
В 2000 году была среди организаторов Союза поддержки безопасности населения. Присоединилась к организации левых интеллектуалов «Кузница» в Кракове, а также к Союзу активных и творческих женщин во Вроцлаве.

### Политическая деятельность
Была членом ПОРП (с 1950), затем её правопреемницы «Социал-демократии Республики Польша», в 1999 присоединилась к Союзу демократических левых сил (была членом регионального бюро этой партии). В 1993—1997 сенатор от Вроцлавского воеводства. В сенате III каденции была заместителем главы Комиссии по культуре, благотворительности, физического воспитания и спорта, а также членом Комиссии по делам сенаторским и регулированию. В 1998 году стала депутатом Сеймика Нижнесилезского воеводства I каденции, в котором была вице-председателем Комиссии по культуре и науке. Снова прошла в сенат на выборах 2001 года по вроцлавскому избирательному округу № 3, оставаясь сенатором до 2005 года. В марте 2004 года перешла в Польскую Социал-демократическую партию. На выборах 1997 и 2005 годов не сумела получить сенаторский мандат.

### Похороны
Похоронена по светским обычая на Грабишинском кладбище во Вроцлаве 4 января 2022 года.

## Публикации
В 2011 опубликовала книгу Wieża radości. Wspomnienia, рассказывающую о культурной жизни Вроцлава и Нижней Силезии. Затем издала ещё ряд книг: Czwarta prawda. Wspomnienia nie tylko polityczne (2014), Wołynianka (2015), Klonu liść… (2017) и Pamiętnik dla Alicji. Świat w moich oczach (2020).

## Награды
В 1998 году была награждена президентом Александром Квасьневским Офицерским крестом Ордена Возрождения Польши.